# Casa del Balilla

La Casa del Balilla di Legnano

La Casa del Balilla era la sede locale dell'Opera Nazionale Balilla durante il regime fascista.
Si tratta per lo più di edifici realizzati ex novo negli anni Venti e Trenta del XX secolo da architetti del movimento razionalista, secondo le indicazioni dell'architetto Enrico Del Debbio.
Notevoli sono le Case del Balilla di: 
- Carrara
- Forlì
- L'Aquila
- Legnano
- Massa
- Merano
- Pavia
- Pistoia
- Potenza
- Vicenza